# 西郊乡 (安阳市)
西郊乡，是中华人民共和国河南省安陽市殷都区下辖的一个乡镇级行政单位。殷墟位于西郊乡小屯村。

## 行政区划
西郊乡下辖以下地区：
王裕口社区、西梁村、东梁村、王邵村、南流寺村、北流寺村、郭流寺村、史车村、骈家庄村、小屯村、花园庄村、小庄村、四盘磨村、范家庄村、丰安村、北士旺村、卢士旺村、赵常庄村和南士旺村。